# Nardaran
Nardaran är en ort i Azerbajdzjan.   Den ligger i distriktet Baku, i den östra delen av landet, 22 km norr om huvudstaden Baku. Nardaran ligger 28 meter över havet och antalet invånare är 7 700.
Terrängen runt Nardaran är huvudsakligen platt. Nardaran ligger uppe på en höjd. Trakten är tätbefolkad. Närmaste större samhälle är Maştağa, 2,9 km söder om Nardaran. 
Omgivningarna runt Nardaran är i huvudsak ett öppet busklandskap.